# Bluntslide

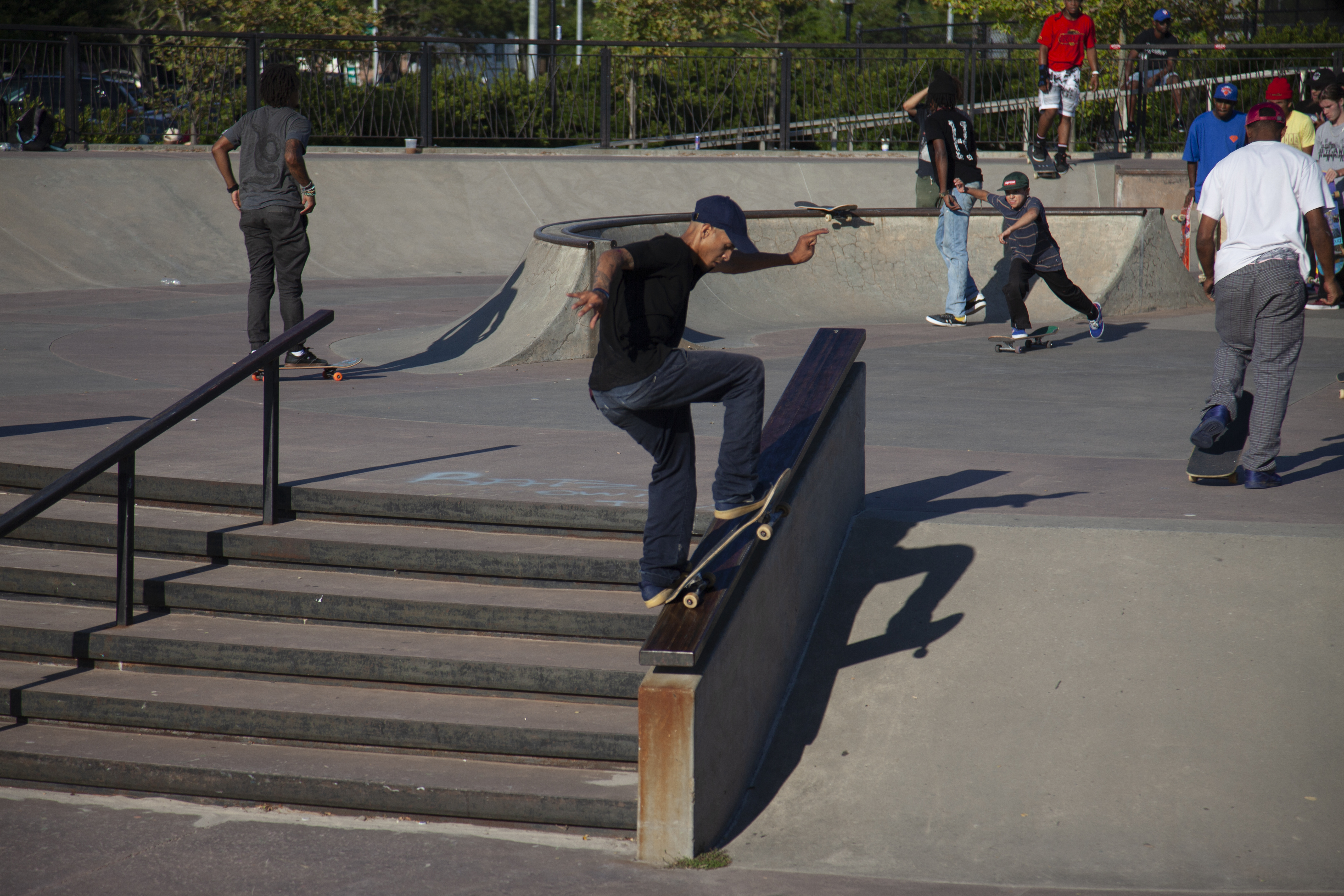
Bluntslide.

Bluntslide – ewolucja na deskorolce, polegająca na ślizganiu się tailem (tylnym nosem) po przeszkodzie, np. grindboksie, railu. Od tailslide'a różni się tym, że nad krawędzią przeszkody po wybiciu trzeba "przełożyć" oba trucki (przy tailslidzie nie przekładany jest żaden truck, po wybiciu wykonuje się ćwierć obrotu, tak aby trafić tailem na krawędź przeszkody i zacząć "poślizg"). Jest to trik o wysokiej trudności.